# Richard Fitz Pons
Richard Fitz Pons también FitzPoyntz (c. 1065-1129), fue un noble anglonormando, señor feudal de las marcas en la frontera con Gales. Investido como señor de Cantref Bychan, por Enrique I de Inglaterra (antes de 1116). También citado en las crónicas medievales como «el conquistador de Brycheiniog». Era hijo de Pons Fitz Pons, uno de los caballeros que siguió a Guillermo II de Normandía en la conquista normanda de Inglaterra. 
Richard Fitz Pons era vasallo de Bernard de Neufmarché, afianzó su poder construyendo el castillo de Bronllys y los primeros cimientos del castillo de Llandovery, en 1116. Se le considera el primer referente de la familia de Clifford, que la historia define como infames señores de las marcas. El miembro más conocido es Rosamunda Clifford, amante de Enrique II de Inglaterra.
Según el libro Domesday, fue heredero de las propiedades de sus hermanos Drogo y Walter, y poseía feudos en Gloucestershire, Herefordshire, Pinxton en Derbyshire y Glasshampton en Worcestershire. Sin embargo en el libro Domesday aparece mencionado como sobrino.

## Herencia
Se casó con Maud [Matilda] Fitz Walter (c. 1085-1141), una hija de Walter de Gloucester, sheriff de Gloucester. Fruto de esa relación nacieron varios hijos:
- Bertha FitzRichard (c. 1105-1167), esposa de Elías Giffard, Lord de Brimpsfield (el joven, c. 1100-1166);
- Walter FitzRichard, primer Baron de Clifford (c. 1105-1190). Padre de Rosamunda Clifford;
- Simon FitzRichard (c. 1114-?); fundador del priorato de Clifford, Herefordshire, durante el reinado de Enrique I.
- Roger FitzRichard (c. 1125-1205);
- Richard Fitz Richard Fitz Pons.